# Wanfu, Anhui
Wanfu (kinesiska: 万福) är en köping i östra Kina. Den ligger i Huaiyuan härad i staden Bengbu i provinsen Anhui, omkring 130 kilometer norr om provinshuvudstaden Hefei. Antalet invånare är 41766. Befolkningen består av 20 580 kvinnor och 21 186 män. Barn under 15 år utgör 26,0 %, vuxna 15-64 år 63 %, och äldre över 65 år 10,0 %.